# Lancia Thema (2011)
Pour les articles homonymes, voir Lancia Thema (homonymie).
La Lancia Thema II (modèle 2011), est la version européenne de la Chrysler 300 commercialisée sous la marque Lancia à partir du second semestre 2011. Elle constitue le premier pas dans la fusion des gammes Chrysler et Lancia. Sa commercialisation en Europe a été stoppée en 2014 en raison d'un niveau de ventes trop faible (5 103 ex. en 4 ans).

## Contexte
La première version de la Lancia Thema de 1984 fut un grand succès commercial pour la marque italienne. Depuis, Lancia n'avait plus connu de grands débouchés pour ses modèles haut de gamme que ce soit avec la Kappa ou la Thesis, qui, en dépit de leurs nombreuses qualités, n'ont pas rencontré le succès commercial escompté face à une concurrence qui avait misé sur plus de classicisme.
Le nouveau modèle est donc l'un des premiers fruits de l'alliance entre les groupes Fiat Group Automobiles SpA et Chrysler.
Fiat a en effet conduit sa filiale Lancia à développer une voiture en commun avec Chrysler, qui serait commercialisée par la marque italienne en Europe (sauf en Grande-Bretagne où Lancia s'est retiré en 1999, ce modèle y sera commercialisé sous la marque Chrysler), et par le constructeur américain en Amérique du Nord, là où Chrysler est toujours très bien implanté. Ce modèle est produit dans l'usine de Brampton (Canada).
La nouvelle Thema a été présentée au grand public lors du Salon de l'automobile de Genève en mars 2011.

## Aspect extérieur
La nouvelle Thema reprend l'aspect extérieur de la Chrysler 300 (avec le pare-chocs avant de la version SRT). Il s'agit d'une imposante berline 3 volumes du segment E, mesurant plus de 5 mètres.
La face avant est quasiment identique à celle de la nouvelle Chrysler 300 SRT, avec une calandre imposante à barres horizontales ; une nouvelle déclinaison de la calandre traditionnelle Lancia qui était sur les derniers modèles à développement vertical, avec sa forme en "V" typique de la marque Lancia. Les phares sont à LED, de dimensions réduites par rapport à la version américaine de la première génération de la 300. La principale différence entre la version Lancia et la version Chrysler se situe au niveau de la grille de radiateur.
Contrairement à la première 300 C, la Thema II n'a pas été commercialisée en break.

## Finition intérieure

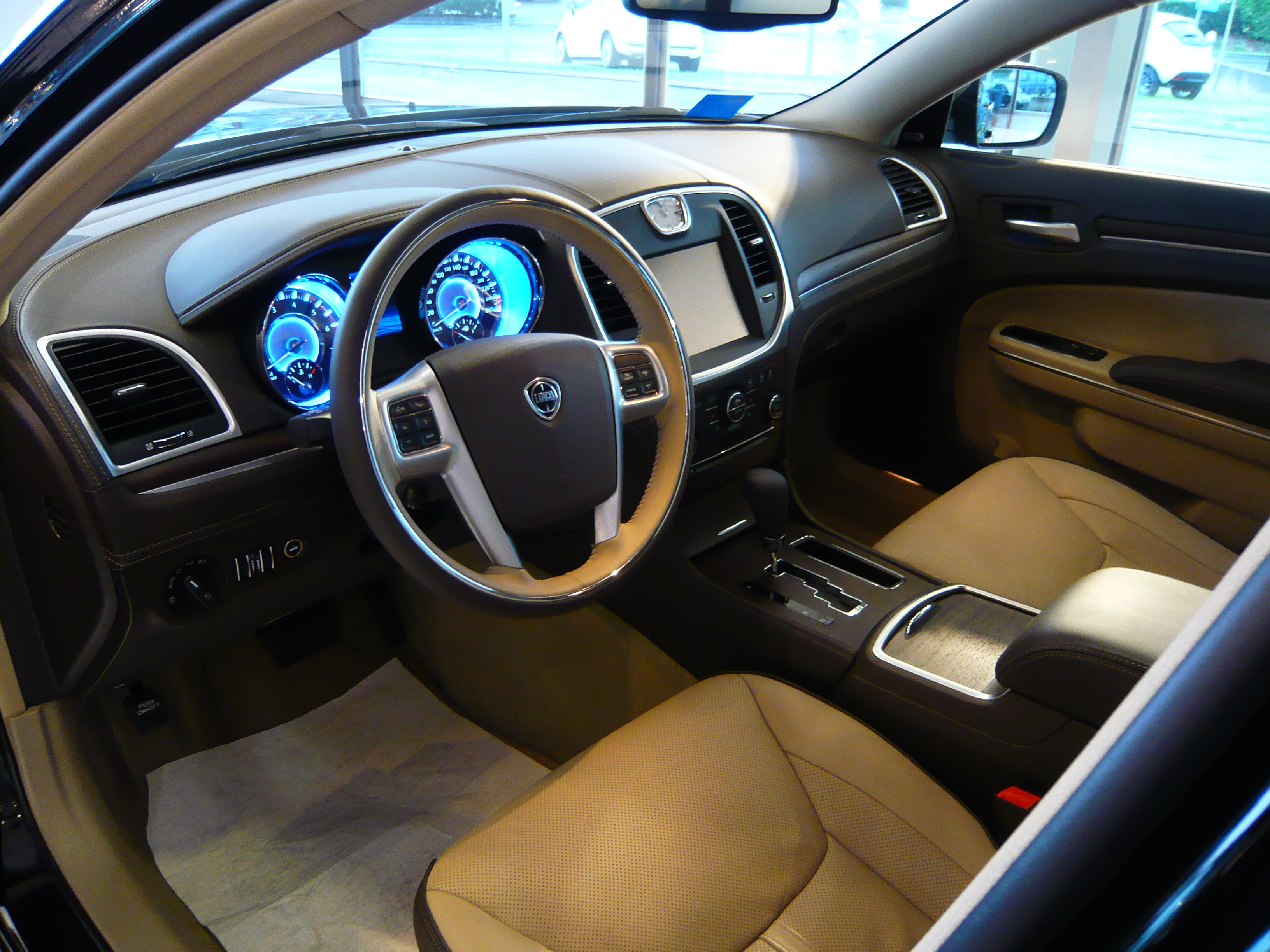
Lancia Thema Executive.

Le traitement de l'habitacle a été entièrement revu par les responsables de Lancia. Il est de bien meilleure facture pour répondre aux critères attendus sur une voiture de ce segment en Europe.
À l'intérieur, la nouvelle Thema fait un usage important de matériaux de haute qualité typiquement italiens comme le cuir Poltrona Frau et des inserts en bois véritable sur les versions Executive.
Elle existe en deux finitions (Executive et Platinum). La version Executive est équipée en plus du régulateur de vitesse adaptatif, d'inserts bois et d'un revêtement en cuir intégral. Les options disponibles sont les jantes de 20 pouces et le toit ouvrant.

## Équipements de sécurité
À l'intérieur, les sièges sont en cuir Poltrona Frau (Executive) chauffants avec un réglage lombaire haut/bas, avant/arrière et d'intensité variable. Le tableau de bord reçoit un nouveau design à double cluster avec un éclairage bleu saphir.
Le silence de roulement est particulièrement étudié avec la présence de deux panneaux de soubassement en matériau composite, de verres feuilletés, de panneaux acoustiques dans l'habitacle et dans les passages de roues. Le pilote dispose d'un système de navigation à écran tactile (Uconnect 8.4) et d'une climatisation Bi-zone.
Les équipements de haute technologie abondent : le "Keyless Enter-N-Go", le contrôle de stabilité électronique (ESC) de série, le "Ready Alert Braking" et l'assistance au freinage sous la pluie "Rain Brake Support", jusqu'à l'Active Pedestrian Protection pour protéger les piétons en cas de choc accidentel. Pour assurer une visibilité maximale nocturne dans toutes les conditions, la nouvelle Lancia Thema dispose de phares SmartBeam adaptatifs au xénon.
Quant à la sécurité passive, la Thema est équipée du nouveau système de régulation de vitesse adaptatif sur la version Executive : celui-ci ajuste la vitesse de la voiture lorsque celle-ci est précédée d'un véhicule plus lent, et si nécessaire, freine afin de maintenir une distance minimale de sécurité entre les véhicules.

## Mécanique
La nouvelle Thema marque le retour à la propulsion sur une Lancia, un procédé qui avait été abandonné par le constructeur italien depuis des décennies.
La composante mécanique a entièrement été revue par les ingénieurs du bureau d'études FIAT. Les motorisations sont toutes en configuration V6, les versions essence équipées du fameux 3.6L Pentastar d'origine Chrysler, les versions diesel, très prisées en Europe, sont équipés de moteurs italiens VM Motori (A630 DACT) dont FIAT Powertrain Technologies est l'actionnaire de référence.
Les versions Diesel bénéficient d'une boîte de vitesses automatique à 5 rapports (NAG1, WA580), tandis que les versions essence sont équipées d'une boîte automatique à 8 rapports (ZF8)
Les suspensions de la nouvelle Thema sont entièrement nouvelles, adaptées aux critères de confort et de tenue de route européens.
| Modèle                         | Moteur     | Cylindrée (cm3) | Puissance (Ch DIN) (kW) | Couple maxi (Nm) | Émissions CO2 (g/km) | Vitesse maxi (km/h) | 0-100 km/h (secondes) | Consommation moyenne (l/100) |
| ------------------------------ | ---------- | --------------- | ----------------------- | ---------------- | -------------------- | ------------------- | --------------------- | ---------------------------- |
| 3.6 Pentastar                  | V6 essence | 3 604           | 286 (215)               | 340              | 219                  | 240                 | 7,9                   | 9,4                          |
| 3.0 Turbo Diesel 190 VM Motori | V6 diesel  | 2 987           | 190 (140)               | 440              | 185                  | 220                 | 10,1                  | 7,1                          |
| 3.0 Turbo Diesel 239 VM Motori | V6 diesel  | 2 987           | 239 (165)               | 550              | 185                  | 230                 | 9,0                   | 7.2                          |